# Anna Hrvolová
Anna Mariá Hrvolová (ur. 31 maja 1993 w Ilavie) – słowacka lekkoatletka, skoczkini o tyczce.
Złota medalistka (w drużynie) igrzysk europejskich (2015) – indywidualnie była 5. w skoku o tyczce.
Wielokrotna złota medalistka mistrzostw Słowacji (zarówno w hali, jak i na stadionie).